# 北桥墓群
北橋古墓羣又叫王陵山汉墓群或九粒冢，是一个大型汉墓墓群，位於東平縣老湖鎮北橋村內。
墓羣佔地百餘畝，从北向南呈现“ハ”字分布。原有墓葬九座。其中1号墓为汉光武帝刘秀之子东平宪王刘苍之墓。
1958年，山东省文物管理处对3号墓进行过发掘，出土了一条完整的铜缕玉衣，还出土了大量金银器、玉盅、象牙尺象牙管、耳杯等。
1977年12月23日，授予山东省文物保护单位，是一座古墓葬。